# بيرسيا وايت
بيرسيا جيسيكا وايت (بالإنجليزية: Persia Jessica White) (مواليد 25 أكتوبر 1972)، هي مُمثلة ومُغنية وموسيقية أمريكية باهاماسية.

## وصلات خارجية
- الموقع الرسمي
- بيرسيا وايت على موقع IMDb (الإنجليزية)
- بيرسيا وايت على موقع ألو سيني (الفرنسية)
- بيرسيا وايت على موقع ميوزك برينز (الإنجليزية)
- بيرسيا وايت على موقع أول موفي (الإنجليزية)
- بيرسيا وايت على موقع إن إن دي بي (الإنجليزية)
- بيرسيا وايت على موقع أول ميوزيك (الإنجليزية)
- بيرسيا وايت على موقع ديسكوغز (الإنجليزية)
- بيرسيا وايت على موقع قاعدة بيانات الفيلم (الإنجليزية)
- بيرسيا وايت على موقع كينوبويسك (الروسية)